# COWI
COWI er en nordeuropæisk rådgivningsvirksomhed, der arbejder med ingeniørteknik, miljø og samfundsøkonomi over hele verden.
COWI har 11 regionale kontorer i Danmark. Derudover har COWI afdelinger, projektkontorer og datterselskaber i 35 lande i Europa, Asien, Mellemøsten, Afrika og Nordamerika.
COWI har på verdensplan ca. 6.000 medarbejdere, hvoraf 2400 har base i Danmark, og beskæftiger blandt andet ingeniører, biologer, geologer, økonomer, landinspektører, antropologer, sociologer og arkitekter. COWI arbejder på at positionere sig som miljø- og klimarådgiver. Det blev tydeligt med helsidesannoncer i danske landsdækkende aviser 2007-2009.
Siden grundlæggelsen i 1930 har COWI deltaget i flere end 50.000 projekter i 175 lande inklusive rådgivning ved opførelsen af Storebæltsforbindelsen og Københavns Metro.

## Historie
| år   | antal ansatte |
| ---- | ------------- |
| 1933 | 10            |
| 1946 | 25            |
| 1956 | 50            |
| 1961 | 100           |
| 1969 | 400           |
| 1979 | 800           |
| 2004 | 3500          |
| 2009 | 6000          |
| 2014 | 6250          |

COWI blev grundlagt af Christen Ostenfeld i 1930 som en tegnestue med navnet Dr.techn. Chr. Ostenfeld, Raadgivende Civilingeniør. Den første opgave var den prestigefyldte etårige istandsættelsesarbejde af National-Scala, der i dag hedder Scala. Senere fulgte især mange broarbejder i Danmark og udlandet. Rådgivning ved brobygning var i mange år virksomhedens hovedområde.
I 1956 blev virksomheden international ved overtagelsen af J. Cambon & Cie (Paris), som før havde været en samarbejdspartner. Fra 1946 til 1973 var virksomhedens navn Chr. Ostenfeld & W. Jønson, Rådgivende Ingeniører, fra 1973 COWIconsult (de to partneres initialer danner "COWI") og fra 1995 det nuværende COWI A/S.
Omkring 1970 udvidedes virket fra primært at være brobyggere til også rådgive på energi- og miljøområdet.
I 2002 købte COWI Kampsax og flere andre virksomheder.

## Virksomhedsstruktur
COWI's virksomhedsstruktur er under forandring: koncernen er i gang med en regionaliseringsproces. Formålet er at udvikle COWI fra et stort moderselskab med en lang række satellitselskaber, til et mindre dominerende moderselskab med ligestillede, regionale forretningsenheder, der arbejder sammen i et netværk.
Mange af forretningsenhederne er tidligere selvstændige virksomheder. (COWI købte især i 2002 mange virksomheder, bl.a. Kampsax).
Formålet med regionaliseringen er at udnytte forretningsenhedernes lokale geografiske forankring og sikre et tættere samarbejde på tværs af netværket.

## Store projekter
- Analyse af EU's klimaforbedringstiltags sideeffekter på Ulandene (2009).
- VVM-analyse (Vurdering af Virkninger på Miljøet) i forbindelse med Femern Bælt-forbindelsen (2008-2011).
- Forbedring af arbejds- og afsoningsmiljø i danske statsfængsler (2008-2009).
- Sekretariat for EU-Kommissionens miljødirektorat (2005-2008).
- Sociologisk analyse af diskrimination på baggrund af seksuel orientering i EU i samarbejde med Institut for Menneskerettigheder (2007-2009).
- Aggersundbroen (1938-1942): Fra 1938 projekterer Ostenfeld den 150 m lange Aggersundbro over Limfjorden og den indvies i 1942 som den første store danske bro tegnet af et privat ingeniørbureau (DSB havde før monopol).
- Alssundbroen (1978-1981)
- Storebæltsforbindelsen (1986-1998)
- Københavns Metro (1994-2023)
- Øresundsforbindelsen (1994-2000)
- Pont de Normandie (1989-1994)
- Busan-Geoje Fixed Link (2003-2011)
- National-Scala (1930)
- Skuespilhuset (2002-2008)
- DR Koncerthuset (2001-2009)
- Bahrain Financial Tower
- Muscat Opera
- Muscat lufthavn (2005-2011)
- Salalah lufthavn (2005-2011)
- Udbygning af Motorring 3 vest om København fra 4 til 6 spor (2003-2011)
- Osman Gazi Bridge (2011-2016)

## Galleri
- Storebæltsbroen
- Københavns Metro
- Skuespilhuset